# Robert Edwards
Robert Geoffrey Edwards (Batley, Yorkshire, Inglaterra, 27 de septiembre de 1925-cerca de Cambridge, Inglaterra, 10 de abril de 2013) fue un fisiólogo pionero en la investigación en medicina reproductiva y fecundación in vitro.
En 1960 comenzó a pensar sobre la posibilidad de extraer un óvulo de una mujer e implantárselo de nuevo tras fecundarlo en el laboratorio con espermatozoides de un donante.
Junto al ginecólogo Patrick Steptoe y la embrióloga y enfermera Jean Purdy, llevó a cabo con éxito la primera concepción efectuada a través de una fecundación realizada fuera del cuerpo de la madre, lo que llevó al nacimiento del primer bebé probeta, Louise Brown, el 25 de julio de 1978.
En 2010 fue galardonado con el premio Nobel de Fisiología o Medicina por el desarrollo de la técnica de fecundación in vitro que supuso un hito en la historia de la medicina y contribuyó a solucionar los problemas de fertilidad que afectan al 10 % de las parejas.

## Biografía
Nació el 27 de septiembre de 1925, hijo de Samuel y Margaret Edwards, un obrero que mantenía vías de tren y una maquinista. Fue el segundo de sus tres hijos varones. Cuando tenía diez u once años, aprobó un examen que permitía a niños talentosos de la clase obrera asistir a una grammar school, lo que podía significar una salida de la pobreza o incluso la oportunidad de estudiar en una universidad. Sus hermanos también aprobaron el examen. Así, en 1937 Robert Edwards ingresó en la Manchester Central Boy’s High School.
Durante la Segunda Guerra Mundial su escuela fue evacuado a Blackpool, pero no le gustaba la vida allí, así que regresó a casa después de medio año. Entonces su madre lo envió a una granja cerca de Chapel-le-Dale, donde estaba más a salvo de las bombas. Allí no fue a la escuela pero aprendió mucho sobre la cría de ovejas y vacas. Se quedó en la granja durante un año. Regresó a la escuela donde quedó hasta 1943. Después tuvo que ir al ejército hasta 1948. Estuvo destinado en Oriente Medio y allí se formó su simpatía de toda la vida para los árabes palestinos.
De 1948 a 1951 estudió en la Universidad de Gales, primero Agricultura pero luego cambió de asignatura y estudió Zoología. En 1951 aprobó los exámenes sin una nota extraordinaria pero se graduó con un BSc en Zoología. Después se trasladó a la Universidad de Edimburgo, donde estudió Genética de Animales de 1951 a 1955. En 1955 obtuvo el doctorado de la Universidad de Edimburgo con una tesis doctoral sobre el desarrollo embrionario de ratones. De 1955 a 1957 trabajó como científico en la Universidad de Edimburgo. Entre 1955 y 1958 publicó unos treinta y ocho artículos científicos sobre la biología del desarrollo de ratones.
El 4 de septiembre de 1956 Robert Edwards se casó con Ruth Fowler, una endocrinóloga. Tuvieron cinco hijas, que nacieron entre 1959 y 1964.
El año 1957/58 lo pasó en el Instituto Tecnológico de California. Allí trabajó con Albert Tyler, un científico investigando la biología reproductiva, específicamente las interacciones de los espermatozoides con los óvulos. Edwards en este año investigó métodos para limitar la fertilidad, que entonces fue un tema científico de gran importancia. De 1958 a 1962 trabajó para el National Institute for Medical Research en Mill Hill, Londres. Allí investigó la maduración de ovocitos. Descubrió que óvulos inmaduros de ratones, ratas y hámsteres siguen desarrollándose fuera del cuerpo materno (in vitro). Sin embargo, como poco después leyó en la biblioteca, ya Gregory Pincus en los años 1930 y Min Chueh Chang en los años 1950 habían descubierto lo mismo usando óvulos de conejos y, según Pincus, de humanos.
En 1962 Edwards se fue a la Universidad de Glasgow por un año. Allí, junto con John Paul y Robin Cole generó células madre embrionarias de embriones de conejos. Durante ese año Ruth Edwards y sus hijas vivieron en Londres y Robert Edwards vivió de lunes a viernes en Glasgow.
A partir de 1963 trabajó en la Universidad de Cambridge, donde se quedó hasta 1989, es decir, durante el resto de su carrera. En Cambridge formó su primer propio grupo de investigadores y tuvo sus primeros estudiantes de posgrado. Mostró en un artículo en la revista The Lancet de 1965 que óvulos humanos maduran in vitro.
En 1967 junto a Jean Purdy, contactaron por primera vez a Patrick Steptoe, un obstétrico que usó la cirugía laparoscópica en su trabajo. Por eso, Steptoe y otros obstétricos pudieron facilitarle a Edwards y Purdy suficientes óvulos para intentar la fertilización con ovocitos que habían madurado in vitro. Una contribución importante fue la de Barry Bavister, que descubrió que se necesita aumentar el valor pH en el entorno del esperma para poder fertilizar un óvulo. Así pudieron fertilizar un óvulo humano fuera del cuerpo de la madre por primera vez. Edwards, Steptoe, Purdy y Bavister publicaron este logro en la revista Nature el 15 de febrero de 1969.
Después de este éxito tuvieron que superar una serie de problemas: "cómo optimizar las condiciones para la fecundación in vitro, el desarrollo del embrión y la transferencia al tracto genital; qué día realizar la transferencia y por qué vía y cómo optimizar las condiciones endocrinas para inducir la ovulación que no afectaran negativamente a la implantación." Por eso pasaron varios años desde su primer intento de la transferencia en diciembre de 1971 al nacimiento del primer bebé probeta en julio de 1978. En enero de 1979 nació el segundo bebé probeta, también sano, y pronto hubo nacimientos de bebés probeta en Australia, los EE. UU. y otros países.
En septiembre de 1980 se abrió una clínica de fertilidad y en diciembre de 1987 nació el milésimo bebé probeta de la clínica. Después de muchos años de oposición a la fecundación in vitro, en 1984 Robert Edwards fue elegido miembro de la Royal Society. En 1985 Edwards y Jean Cohen fundaron la Sociedad Europea de Reproducción Humana y Embriología (European Society of Human Reproduction and Embryology o ESHRE). A partir de 1986 la ESHRE publicó su propia revista, Human Reproduction, y pronto Edwards se convirtió en su redactor jefe. Luego también fue redactor jefe de una segunda revista de ESHRE, Human Reproduction Update y también fue redactor jefe de una tercera revista, Molecular Human Reproduction. Tuvo estos puestos hasta 2000, cuando terminó su colaboración con las tres revistas por un desacuerdo sobre el modo de su publicación. Después, a la edad de setenta y cinco años, fundó otra revista, Reproductive BioMedicine Online.
Desde 1984 estuvo vinculado a la Universidad y Hospital Clínico de Valencia, en España. Fue apadrinado por los doctores Fernando Bonilla y Antonio Pellicer, en su designación como doctor honoris causa por la Universidad de Valencia en 1994.
Entre otros reconocimientos, obtuvo el Premio Albert Lasker de Investigación Médica en 2001. En 2007 su nombre apareció en la lista que elaboró el diario The Daily Telegraph con los 100 genios más importantes a nivel mundial que se encontraban vivos en aquel momento.
Recibió el Premio Nobel de Medicina en 2010 por realizar el primer ciclo de fecundación in vitro de la historia. Sin embargo, no pudo ir a Estocolmo para recibir el precio porque padeció demencia durante los últimos cinco años de su vida. A pesar de que fue un trabajo conjunto con Patrick Steptoe y Jean Purdy, ellos ya habían fallecido por lo que no se les pudo conceder el galardón.

## Fecundación humana
En 1960 Edwards comenzó a estudiar la fecundación humana, continuando su trabajo en la Universidad de Cambridge. En 1968 junto con el ginecólogo cirujano de Oldham Patrick Steptoe, lograron fertilizar por primera vez un óvulo humano en laboratorios.
Edwards desarrolló medios de cultivo humanos para permitir la fertilización y principios de embrión, mientras que Steptoe utilizó la laparoscopia para poder así recuperar los ovocitos de las pacientes con infertilidad a causa de las trompas de Falopio. Sus intentos se encontraron en una gran oposición ya que el consejo de investigación médica no aceptó financiarlos, así como también recibieron numerosas demandas.
En 1978 lograron el nacimiento de la primera bebe probeta del mundo llamada “Louise Brown” nacida en el Hospital General de Oldham. Así se logró proporcionar apoyo a las parejas infértiles que no tenían posibilidad alguna de tener un bebé.
Conforme fueron pasando los años se comenzó a perfeccionar este tratamiento haciendo así que las tasas de embarazo y éxito hayan aumentado; se estima que en 2010, 4 millones de niños han nacidos por la fecundación invitro con un aproximado de 170000 procedentes de donaciones de ovocitos y embriones.
Comenzaron a sentarse las bases para futuros descubrimientos como lo fueron la inyección intracitoplasmática de espermatozoides (ICSI), la biopsia del embrión (DGP) y la célula madre.
Steptoe y Edwards fundaron la Clínica de Bourn Salón como un lugar para avanzar en su trabajo y formar nuevos especialistas. Steptoe falleció en 1988 y Edwards continuó en su carrera como científico y editor en revistas médicas.